# Pilisszentiván
Pilisszentiván (em alemão: Sankt Iwan bei Ofen) é um município da Hungria, situado no condado de Peste. Tem 8,12 km² de área e sua população em 2015 foi estimada em 4.226 habitantes.